# Emilio Levier
Emilio Levier (Emile Levier) (* 1839- 1911, fue un botánico, briólogo, algólogo, pteridólogo, micólogo suizo.
Hizo exploraciones al área del Cáucaso herborizando e identificando especies botánicas. También, fruto de exploraciones botánicas entre 1878 y 1879, Louis F.J.R. Leresche (1808-1885) y Levier, bajo la guía de Boissier, publican "Deux excursions botaniques dans le nord de l'Espagne et le Portugal" (Lausana, 1880). Entre los estudios y descubrimientos de estos primeros exploradores botánicos de los Picos de Europa, destaca la catalogación de la Pimpinella siifolia Leresche.
En la "Biblioteca de Ciencias de la Universidad de Florencia" se conservan manuscritos, y sus colecciones botánicas.

## Honores
Perteneció a la "Sociedad Botánica de Ginebra".

### Epónimos
Género
- (Monimiaceae) Levieria Becc.[1]

Especies
- (Asteraceae) Hieracium levieri Peter[2]
- (Asteraceae) Jurinea levieri Albov[3]
- (Asteraceae) Pilosella levieri (Peter) Soják[4]
- (Brassicaceae) Draba levieri Janka[5]
- (Caryophyllaceae) Dianthus levieri Borbás[6]
- (Colchicaceae) Colchicum levieri Janka[7]
- (Dipsacaceae) Scabiosa levieri Porta[8]
- (Hyacinthaceae) Muscari levieri Heldr. ex Sommier & Levier[9]
- (Juncaceae) Luzula levieri Asch. & Graebn.[10]
- (Leguminosae) Astragalus levieri Freyn ex Sommier & Levier[11]
- (Leguminosae) Lotus levieri Heldr.[12]
- (Liliaceae) Tulipa levieri Sprenger[13]
- (Rosaceae) Potentilla levieri Siegfr. & R.Keller ex R.Keller[14]
- (Rosaceae) Rosa levieri Dalla Torre & Sarnth.[15]
- (Scrophulariaceae) Orobanche levieri Lojac.[16]
- (Violaceae) Viola levieri Parl. ex Caruel[17]

- La abreviatura «Levier» se emplea para indicar a Emilio Levier como autoridad en la descripción y clasificación científica de los vegetales.[18]